# 名古屋明徳短期大学
名古屋明徳短期大学（なごやめいとくたんきだいがく、英語: Nagoya Meitoku Junior College）は、愛知県東海市富貴ノ台2-172に本部を置いていた日本の私立大学である。1989年に設置され、2003年に廃止された。大学の略称は明短。

## 概要

### 大学全体
- 愛知県東海市に所在した日本の私立短期大学で、設置主体は学校法人名古屋石田学園[1]。
- 1学科体制かつ入学定員180名体制で1989年に開学[2]。1993年には学科の増設、さらに1995年には専攻科の設置[3]により規模が拡大した。
- 2001年度の入学生を最後に[注釈 1]、2003年に短期大学としての使命を終える[1]。

### 教育および研究
- 名古屋明徳短期大学は、英語や諸外国の文化をベースした科目を学ぶと同時にビジネスに有用な科目を専門教育とされていたところに特色があり、英語科では「英語アカデミック」・「教養ベーシック」・「実用ビジネス」[4]、国際文化科では日本文化、東洋文化、西洋文化の各コースがあった[5]。

### 学風および特色
- 名古屋明徳短期大学では、留学生の受入れを盛んに行っていた。
- 学芸員や高等学校教諭免許状[6]の各資格取得できる専攻科が設けられていたのは、全国の短大でも初めてであった[7]。
- 英語科ではカナダ・オーストラリア・ニュージーランド[4]、国際文化科では中国・インドネシア・アメリカなどの各国でのゼミナールが行われていた[5]。
- 女子を対象とした短大であった[8]。

## 沿革
- 1988年
  - 12月22日 左記を以て文部省[注 1]より短期大学の設置が認可される[9]。
- 1989年
  - 4月1日 名古屋明徳短期大学が以下の学科体制にて開学する[9]。
    - 英語科[注 2]
- 1993年
  - 4月1日 国際文化科を増設[12][注 3]。
- 1995年
  - 4月1日 専攻科を設置[3][14]。
    - 英語専攻
    - 国際文化専攻
- 2001年
  - 4月1日 本年度をもって募集を終了[注釈 1]。
- 2003年　
  - 5月30日 左記を以て正式に廃止[1]。

## 基礎データ

### 所在地
- 愛知県東海市富貴ノ台2-172[1]

## 教育および研究

### 組織

#### 学科
- 英語科 入学定員180名
- 国際文化科 入学定員135名

#### 専攻科
- 英語専攻 入学定員15名 大学評価・学位授与機構認定。
- 国際文化専攻 入学定員10名 大学評価・学位授与機構認定。

#### 別科
- なし

#### 取得資格について
- 中学校教諭二種免許状（英語）英語科[17][8]
- 中学校教諭及び高等学校教諭一種免許状については、英語専攻科修了時、学位授与機構に合格することが条件とされていた[7]。
- 博物館学芸員資格：国際文化専攻修了時、学位授与機構に合格することが条件とされていた[7]。

### 研究
- 『紀要 名古屋明徳短期大学』[18]

## 学生生活

### 部活動・クラブ活動・サークル活動
- 名古屋明徳短期大学で活動していたクラブ活動[19]
  - 体育系：ソフトボール・テニス・スキー・バレーボール・ジョギング・剣道・空手道ほか
  - 文化系：軽音楽・茶華道・E・S・S・コンピューターほか

## 大学関係者と組織

### 大学関係者一覧

#### 大学関係者
- 守屋純：「国際関係論」・「西洋史」
- 加藤順一：「日本史」・「政治学」
- 森暢子：「英語直読直解」・「英語」

## 施設

### キャンパス
- 設備：体育館・本館・学生食堂ほか[19]

### 寮
- 名古屋明徳短期大学の学生寮は「シュロス」と呼ばれていた[20]。

## 対外関係

### 系列校
- 星城中学校・高等学校